# Черепаниха (Тарногский район)
Черепаниха — деревня в Тарногском районе Вологодской области.
Входит в состав Маркушевского сельского поселения, с точки зрения административно-территориального деления — в Маркушевский сельсовет.
Расстояние по автодороге до районного центра Тарногского Городка — 19 км, до центра муниципального образования Заречья — 5 км. Ближайшие населённые пункты — Черняково, Кузнецовская, Криуля, Милогорская.
По переписи 2002 года население — 16 человек.